# Onthophagus neocolobus
Onthophagus neocolobus là một loài bọ cánh cứng trong họ Bọ hung (Scarabaeidae).